# Omar Daf
Omar Daf (Dakar, 1977. február 12. –) szenegáli labdarúgó. Rendelkezik francia útlevéllel is.
Jelenleg a francia Sochaux csapatának az edzője, 2018. november 26. óta irányítja az együttest. 

## Pályafutása
Az AS Goree csapatában kezdte pályafutását, majd 1995-ben a KVC Westerlo csapatához került, ezután az Olympic Thonon együttesében folytatta karrierjét. 1997-ben a Sochaux csapatához igazolt. A csapattal egy Francia Kupát és egy Ligakupát nyert. 2009. júliusában a Brest gárdájához igazolt, ahol 3 évet töltött el. Első gólját a csapatban a Lille OSC ellen szerezte 2012. április 7-én. 2012-ben visszatért a Sochauxhoz, utolsó meccsét a csapatban az Évian Thonon Gaillard FC ellen játszotta 2013. március 9-én.  

### A válogatottban
Tagja volt a szenegáli labdarúgó-válogatottnak, mellyel részt vett a 2002-es labdarúgó-világbajnokságon, valamint négy (2002, 2004, 2006, 2012) Afrikai Nemzetek Kupáján is játszott. A 2002-es tornán második helyezést el a válogatottal. Utolsó válogatott mérkőzését a Líbiai labdarúgó-válogatott ellen játszotta 2012. január 29-én.  

## Sikerei
- Francia labdarúgókupa-győztes: 2007

- Francia labdarúgó-ligakupa-győztes: 2004
- Afrikai nemzetek kupája-ezüstérmes: 2002